# Gillian Lindsay
Gillian Anne Lindsay (ur. 24 września 1973 w Paisley) – brytyjska wioślarka. Srebrna medalistka olimpijska z Sydney.
Brała udział w dwóch igrzyskach (IO 92, IO 00). W 2000 była druga w czwórce podwójnej, osadę tworzyły także Guin Batten, Katherine Grainger i Miriam Batten. Zdobyła złoto mistrzostw świata w 1998 w dwójce podwójnej, sreebrow  tej konkurencji w 1997.